# Stabbing the Drama
Stabbing the Drama es el sexto álbum de Soilwork, el primer trabajo sin contar en su alineación al guitarrista Peter Wichers, quien dejó la banda después de la gira subsecuente y volvió a unirse en el año 2008. Además es el primero en contar con el polifacético baterista Dirk Verbeuren (de Scarve y Aborted).
En cuanto al estilo musical, podría ser considerado un álbum más diverso que el anterior, Figure Number Five, ya que toma elementos de su antiguo estilo como del actual. Muchas de las letras fueron escritas por Peter Wichers, pero se ve un mayor desempeño en el trabajo lírico de Sven Karlsson. También, es el primer álbum que cuenta con el baterista Dirk Verbeuren, quien aporta un enfoque más técnico en cuanto al sonido de la batería, comparado con los álbumes anteriores.
Diversas ediciones del CD también contienen la edición mal-grabada de la canción "If Possible", colocándola en el número 12 en vez del bonus "Wherever Thorns May Grow", el cual viene incluido en la edición Digipak norteamericana y europea, además de la edición coreana y japonesa. Sol se lanzaron 1000 copias, las cuales cuentan con un estuche metálico con el logo de Soilwork en la cubierta.

## Lista de canciones
| N.º | Título               | Duración |  |
| 1.  | «Stabbing the Drama» | 4:34     |  |
| 2.  | «One With the Flies» | 4:00     |  |
| 3.  | «Weapon of Vanity»   | 4:02     |  |
| 4.  | «The Crestfallen»    | 3:46     |  |
| 5.  | «Nerve»              | 3:38     |  |
| 6.  | «Stalemate»          | 3:28     |  |
| 7.  | «Distance»           | 4:29     |  |
| 8.  | «Observation Slave»  | 4:09     |  |
| 9.  | «Fate in Motion»     | 3:21     |  |
| 10. | «Blind Eye Halo»     | 2:24     |  |
| 11. | «If Possible»        | 4:50     |  |

| Bonus tracks |                            |                |          |  |
| N.º          | Título                     | Música         | Duración |  |
| 12.          | «Wherever Thorns May Grow» | Wichers, Strid | 4:08 *   |  |
| 13.          | «Killed by Ignition»       | Wichers        | 4:18 **  |  |

- * (bonus track para la edición Digipak de Estados Unidos y Europa y de la edición para Japón y Corea)
- ** (bonus track para le edición japonesa y coreana)

## Créditos
- Björn "Speed" Strid − Voz
- Peter Wichers − Guitarra
- Ola Frenning − Guitarra
- Ola Flink − Bajo
- Sven Karlsson − Teclado
- Dirk Verbeuren − Batería